# Église Sainte-Catherine-d'Alexandrie d'Ancelle
Pour les articles homonymes, voir Église Sainte-Catherine-d'Alexandrie et Église Sainte-Catherine.
L'église Sainte-Catherine-d'Alexandrie est une église catholique située à Ancelle dans le diocèse de Gap et d'Embrun, dans le département français des Hautes-Alpes en région Provence-Alpes-Côte d'Azur.

## Historique
Une première église Sainte-Catherine-d'Alexandrie est attestée dès la fin du XIIIe siècle-début du XIVe siècle dans l'enceinte du château féodal. Incendiée en 1425 puis détruite par les protestants au XVIe siècle durant les guerres de Religion, elle fut reconstruite sans doute au XVIIe siècle à son emplacement actuel mais ne fut bénie qu'en 1865.

## Architecture
La voûte du chœur est en brique, celle de la nef en blocage de moellons et la flèche carrée du clocher est couverte d'ardoise. En 1912, la toiture a été réparée avec des ardoises de Savoie.